# Eurycarpus lanuginosus
Eurycarpus lanuginosus là một loài thực vật có hoa trong họ Cải. Loài này được (Hook.f. & Thomson) Botsch. mô tả khoa học đầu tiên năm 1955.